# 宮澤弘
宮澤弘（日语：／、1921年9月22日—2012年5月26日）出身廣島縣福山市，畢業於東京帝國大學法學部政治學科。是日本政治家，內務・自治官僚。

## 政治經歷
大學畢業後，內務省入省。歷任自治省大臣官房長，行政局長，消防廳長官，自治事務次官，廣島縣知事，法務大臣等。內閣總理大臣・宮澤喜一的弟。

## 從政史
- 1948年，總理府內閣總理大臣官房自治課。
- 1949年，地方自治廳行政部公務員課。
- 1950年，行政部行政課。
- 1953年，自治廳行政部行政課。
- 1957年，千葉縣總務部長。
- 1959年，同縣副知事。
- 1963年1月，自治省行政局行政課長。
- 1963年7月，大臣官房參事官（稅務擔當）。
- 1966年，大臣官房長。
- 1969年，行政局長。
- 1972年6月，消防廳長官。
- 1973年8月，自治事務次官。
- 1973年，廣島縣知事初次當選（以後3期）。
- 1981年，參議院議員通常選舉初次當選。
- 1986年7月，參議院外務委員長
- 1995年8月，村山改造內閣的法務大臣。
- 1998年夏，政界引退。
- 2012年5月26日，衰老死去。